# Neotanygastrella chymomyzoides
Neotanygastrella chymomyzoides är en tvåvingeart som beskrevs av Oswald Duda 1927. Neotanygastrella chymomyzoides ingår i släktet Neotanygastrella och familjen daggflugor. Inga underarter finns listade i Catalogue of Life.